# 罗阿英
罗阿英（1971年4月—），云南景洪人，基诺族，中国共产党党员。中华人民共和国政治人物、第十三届全国人民代表大会云南省代表。

## 生平
2018年，罗阿英被选为云南省出席第十三届全国人民代表大会代表。